# Jack Baldwin
Jack E. Baldwin (Londra, 8 agosto 1938 – Oxford, 4 gennaio 2020) è stato un chimico britannico, membro della Royal Society.
Fu il presidente del Waynflete Professorships presso l'Università di Oxford dal 1978 al 2005 e preside del dipartimento di chimica organica della stessa università.

## Ricerche
Studiò presso l'Imperial College a Londra e trascorse la maggior parte degli anni 1969–1978 al MIT, dove pubblicò anche i suoi lavori più importanti – le regole di Baldwin per le reazioni a ciclo chiuso. Nel 1978 si trasferì ad Oxford, dove diresse il Laboratorio Dyson Perrins. Il laboratorio venne formalmente chiuso nel 2003, ma il suo gruppo si trasferì in un'altra struttura sulla ‘'Mansfield road'’ ed è tuttora un importante centro di ricerca per l'Università di Oxford.